# Marjovaara
Marjovaara är en kulle i Finland.   Den ligger i den ekonomiska regionen  Koillismaa ekonomiska region  och landskapet Norra Österbotten, i den nordöstra delen av landet, 700 km norr om huvudstaden Helsingfors. Toppen på Marjovaara är 320 meter över havet. Marjovaara ingår i Haapovaarat.
Terrängen runt Marjovaara är huvudsakligen platt. Runt Marjovaara är det mycket glesbefolkat, med 2 invånare per kvadratkilometer.